# Fritz Kater

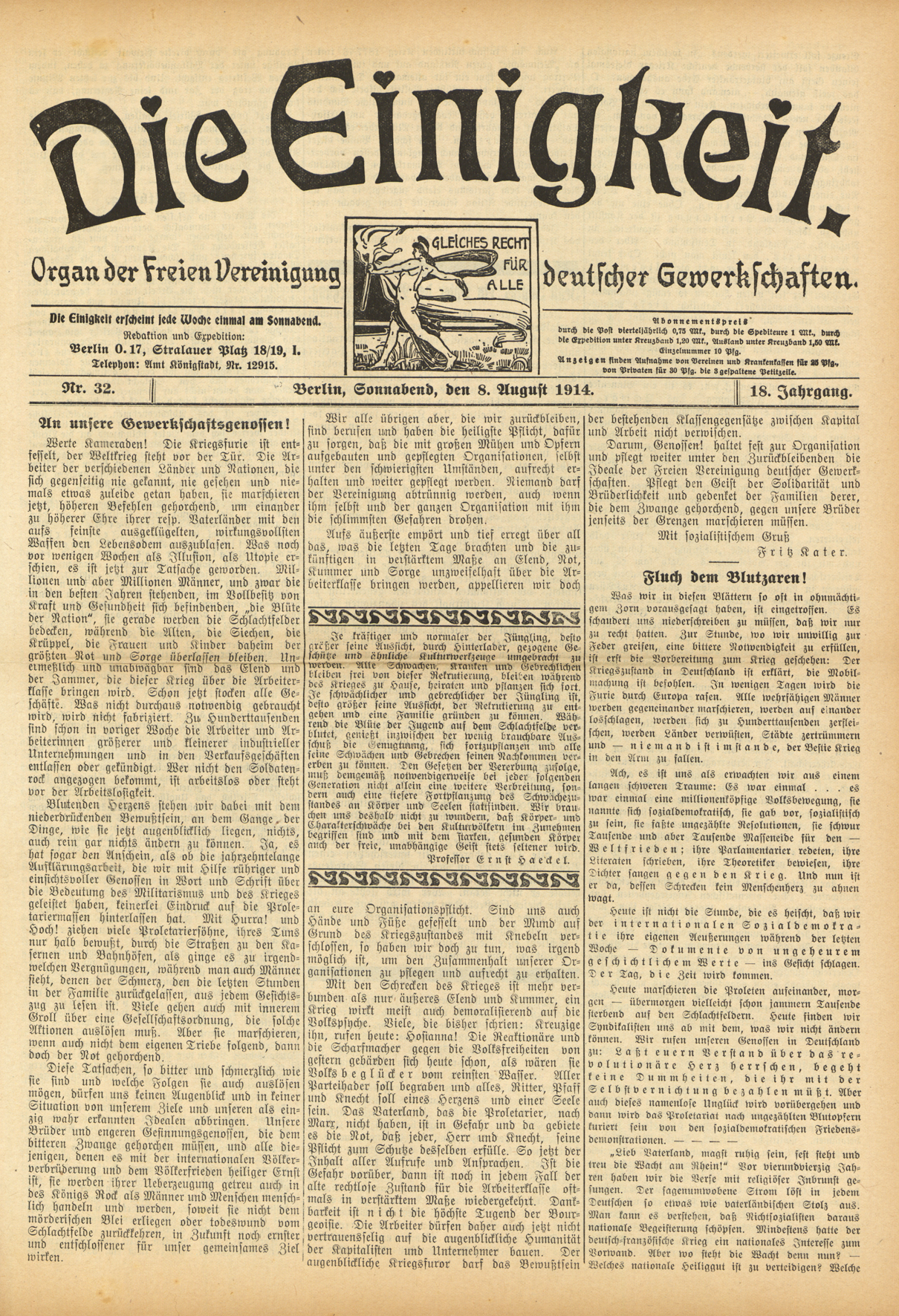
Die Einigkeit de 8 d'agost de 1914, editat per Fritz Kater

Fritz Kater (Barleben, 12 de desembre del 1861 -20 de maig del 1945) va ser un sindicalista alemany que va fer la seva activitat a l'Associació Lliure de Sindicats d'Alemanya (FVdG) i la seva organització successora, la Lliure Unió de Treballadors d'Alemanya. Era l'editor de l'òrgan Einigkeit de la FVdG i després de la Primera Guerra Mundial-propietari de les editorials Fritz Kater Verlag i Syndikalist.
Fill d'un granger, la seva mare va morir quan ell tenia dos anys. Des de l'edat de cinc anys, va haver de treballar a la granja o a casa amb la finalitat de mantenir la seva família. Durant els seus darrers dos anys a l'escola, també va treballar a una fàbrica de sucre de local durant l'hivern. Àdhuc després que Kater va començar com a aprenent de paleta, encara havia d'ajudar el seu pare en la granja perquè l'ancià estava malalt amb freqüència. Kater només tenia temps lliure durant l'hivern per llegir i educar-se a ell mateix. Fritz Reuter, un poeta humorístic que va escriure en baix alemany, era el seu escriptor favorit.
Kater es va unir al sindicat de paletes de Magdeburg el 1883 en un moment en què les Lleis contra el Socialisme prohibien la majoria de les activitats sindicals. Va entrar en contacte amb els socialistes de Berlín i Hamburg, aviat es va convertir ell mateix en un socialista sota la seva influència. Kater aviat va començar a passar gran part del seu temps lliure llegint literatura socialista il·legal, i es va convertir en un activista en les activitats clandestines del sindicat.
El 1887, Kater es va unir al Partit Socialdemòcrata d'Alemanya (SPD). En el mateix any també va fundar un sindicat de paletes a Barleben, convertint-se en el primer president de l'organització. La seva activitat sindical, que inclou tractar d'organitzar als treballadors de la fàbrica de sucre on havia treballat en la seva joventut, va atreure el ressentiment de les autoritats locals, especialment del cap de l'autoritat del districte, un conservador extrem Junker. El 1889 va ser condemnat a una pena de presó de dos mesos per la celebració d'una reunió il·legal i l'any següent encara va ser condemnat a més temps de presó per haver fet un discurs considerat sediciós.
Després de l'expiració de les lleis anti-socialistes el 1890, Kater tenia estrets contactes amb el moviment polític d'oposició Die Jungen, que va ser influenciat per les idees anarquistes. Kater va ser un dels fundadors de la Volksstimme Magdeburger, un diari socialdemòcrata que va començar poc després de l'expiració de les lleis contra els socialistes. Entre els editors del diari hi havia diversos partidaris de Die Jungen. El 1891 al congrés del Partit Social Demòcrata (SPD), Kater votà en contra de l'expulsió del moviment Die Jungen del partit. No obstant això, es va mantenir en el partit i no es va unir a la nova organització formada per Die Jungen, l'Associació dels Socialistes Independents.
El 1892, Kater es va traslladar a Berlín. Allà va treballar com a paleta, va ser elegit delegat en el sindicat de paletes de la ciutat, i va esdevenir un agitador. Durant els debats sobre l'estructura organitzativa del sindicat, que van donar suport al concepte "localista", així com la creació de la Centralització de Representants d'Alemanya l'any 1897 (que va canviar la seva denominació per la de FVdG el 1903). Es va convertir en el primer president de la Comissió de Negocis de la federació.
El 1907, després que Kater es va negar a treballar amb els sindicats centralitzats i es va negar a seguir com a delegat al Reichstag, va abandonar l'SPD. Tot i les seves crítiques cap a l'anarquisme i el sindicalisme en un primer moment, Kater aviat es va convertir en una figura líder anarcosindicalista d'Alemanya. Durant un discurs al congrés de 1908 de l'FVdG, Kater professà obertament el sindicalisme per primera vegada. El 1913, va ser delegat en el Primer Congrés Internacional Sindicalista a l'Ajuntament de Holborn de Londres.
Fritz Kater va ser fonamental en el manteniment de les estructures de l'FVdG durant la Primera Guerra Mundial i va ser un dels fundadors de Lliure Sindicat de Treballadors d'Alemanya (FAUD) després de la guerra. Va treballar per a la FAUD com a orador i autor, en representació del sindicat en diversos congressos de l'Associació Internacional dels Treballadors. El 1930, va renunciar com a president de la FAUD, degut a l'edat. El 8 de maig de 1945, Kater intentava desactivar una closca de bazuca que no havia explotat. El projectil va explotar, causant-li cremades a la cara i el pit. Kater va morir dotze dies després a l'hospital.